# Serie A 1971-1972 (pallacanestro femminile)
Il campionato di Serie A di pallacanestro femminile 1971-1972 è stato il quarantunesimo organizzato in Italia.
Le squadre passano da dieci a dodici. Si affrontano in partite di andata e ritorno; la prima classificata vince lo scudetto e le ultime due retrocedono in Serie B. Il Geas Sesto San Giovanni vince il terzo scudetto consecutivo precedendo Standa Milano e Thermomatic Vicenza.

## Classifica
|  |     | Classifica finale 1971-1972 | Pt | G  | V  | P  | PtF  | PtS  |
|  | --- | --------------------------- | -- | -- | -- | -- | ---- | ---- |
|  | 1.  | Geas Sesto San Giovanni     | 42 | 22 | 21 | 1  | 1670 | 909  |
|  | 2.  | Standa Milano               | 40 | 22 | 20 | 2  | 1454 | 883  |
|  | 3.  | Thermomatic Vicenza         | 36 | 22 | 18 | 4  | 1506 | 1090 |
|  | 4.  | Basket Treviso              | 26 | 22 | 13 | 9  | 1113 | 1031 |
|  | 5.  | Tre Bi Bologna              | 24 | 22 | 12 | 10 | 1096 | 1054 |
|  | 6.  | Fiat Torino                 | 22 | 22 | 11 | 11 | 1130 | 1203 |
|  | 7.  | Amaro Sanley Faenza         | 22 | 22 | 11 | 11 | 1080 | 1220 |
|  | 8.  | Bloch Trieste               | 20 | 22 | 10 | 12 | 1349 | 1392 |
|  | 9.  | Intercontinentale Roma      | 18 | 22 | 9  | 13 | 1076 | 1097 |
|  | 10. | Pejo Brescia                | 6  | 22 | 3  | 19 | 913  | 1392 |
|  | 11. | Elettrocondutture Milano    | 4  | 22 | 2  | 20 | 906  | 1408 |
|  | 12. | Lanco Torino                | 4  | 22 | 2  | 20 | 829  | 1447 |

## Verdetti
- Campione d'Italia:  Geas Sesto San Giovanni
- Formazione: Luigina Agostinelli, Mabel Bocchi, Daniela Bognolo, Rosetta Bozzolo, Lucia Colavizza, Barbara Costa, Paola Dalla Longa, Lesica, Silvana Tommasoni. Allenatore: Trevisan.
- Elettrocondutture Milano e Lanco Torino retrocedono in Serie B.